# Skarvheimen
Skarvheimen is een gebied tussen Aurland, Hol en Hemsedal bij het Aurlandsdal in de provincie Viken in Noorwegen. Er zijn diverse toeristenhutten zoals onder andere de Geiterygghytta en wandelroutes van de Den Norske Turistforening in dit gebied. Er zijn diverse hoge toppen rond de 1600 meter in dit gebied, zoals de Reineskarvet, Haldalsnuten en Skorpa.